# Trypethelium subcatervarium
Trypethelium subcatervarium är en lavart som beskrevs av Malme. Trypethelium subcatervarium ingår i släktet Trypethelium och familjen Trypetheliaceae.   Inga underarter finns listade i Catalogue of Life.